# Toxtlacuaya
Toxtlacuaya är en ort i Mexiko.   Den ligger i kommunen Las Vigas de Ramírez och delstaten Veracruz, i den sydöstra delen av landet, 220 km öster om huvudstaden Mexico City. Toxtlacuaya ligger 2 354 meter över havet och antalet invånare är 583.
Terrängen runt Toxtlacuaya är varierad. Runt Toxtlacuaya är det ganska tätbefolkat, med 90 invånare per kvadratkilometer. Närmaste större samhälle är Xalapa, 18,1 km sydost om Toxtlacuaya. I omgivningarna runt Toxtlacuaya växer i huvudsak blandskog.